# Wintergatan

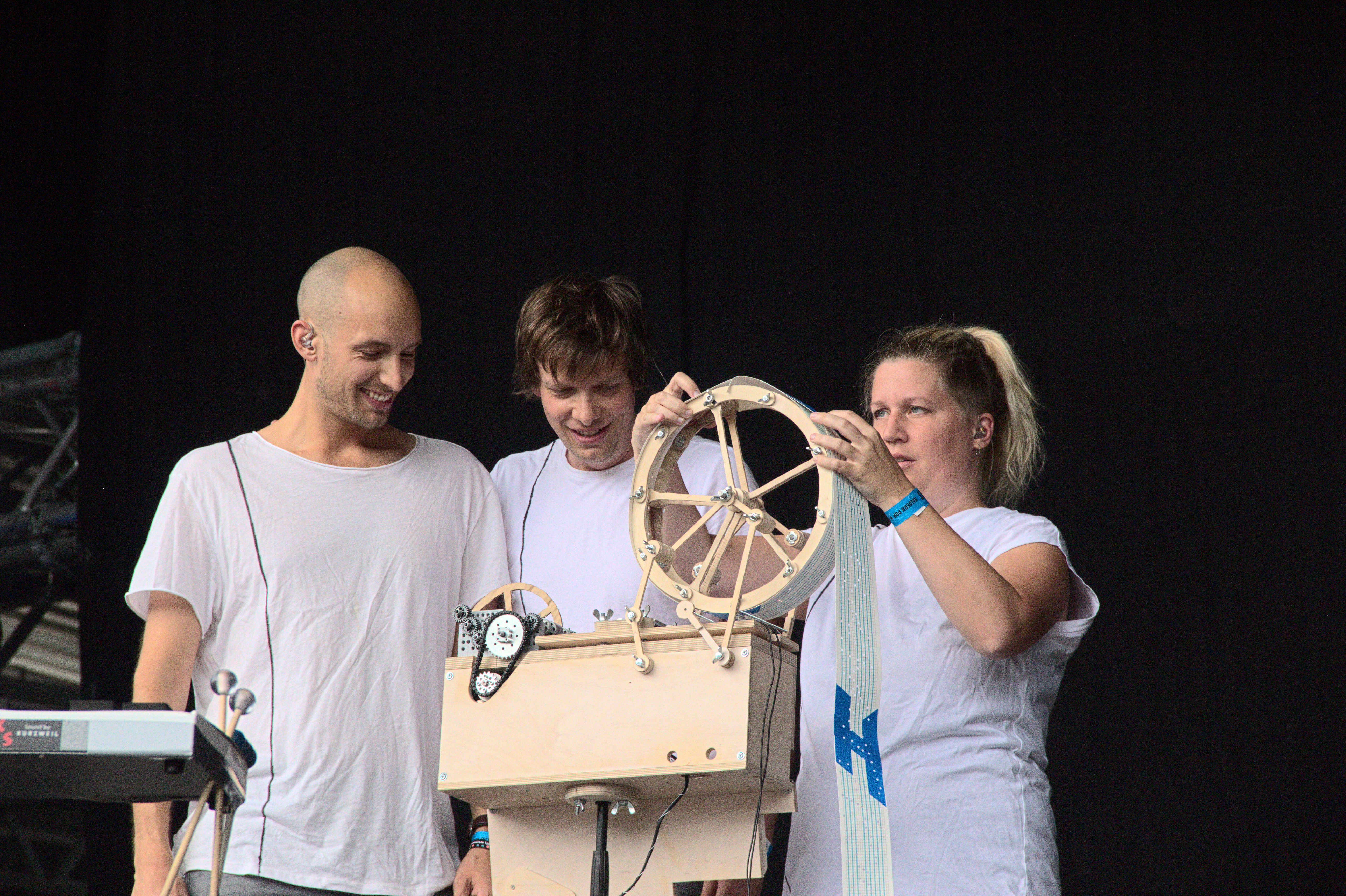
Drie leden van Wintergatan bij het installeren van de music box op het Haldern Pop Festival 2016.

Wintergatan is een Zweedse folktronica band uit Göteborg. Martin Molin en Marcus Sjöberg maakten eerder deel uit van het collectief Detektivbyrån. Hun debuutalbum Wintergatan verscheen in 2013.
De band maakt gebruik van verschillende, door Martin Molin ontworpen en gebouwde muziekinstrumenten, zoals het knikkerorgel (marble machine), de modulin en de music box.

## Discografie

### Albums
- Wintergatan (2013) (met de singles Sommarfågel en Starmachine2000)

### Singles
- Sommarfågel (2013)
- Starmachine2000 (2013)
- Tornado (2013)
- The Rocket (2013)
- Valentine (2013)
- Biking Is Better (2013)
- Slottskogen Disc Golf Club (2013)
- Västanberg (2013)
- All Was Well (2013)
- Paradis (2013)
- Visa från Utanmyra (2014)
- Marble Machine (2016)